# Ans Kremer
Anje Ans Kremer (12 februari 1943) is een voormalig Nieuw-Zeelands langebaanschaatsster.

## Biografie
Kremer emigreerde naar Nieuw-Zeeland in februari 1970 en is in het bezit van zowel een Nederlands als Nieuw-Zeelands paspoort. Kremer kwam sinds 1973 uit voor Nieuw-Zeeland als schaatser tijdens internationale wedstrijden. Zij is de nationaal recordhouder op de 5000 en 10.000 meter. Kremer kwam lang uit in wedstrijden en hield lang het record als oudste schaatser die uitkwam tijdens een World Cup. In 1989 deed zij op de leeftijd van 46 jaar en 12 dagen nog mee aan de World Cup wedstrijden te Calgary. Pas in 2018 ging Claudia Pechstein haar voorbij.

## WK-deelnames
- WK 1980, Hamar - 31e plaats
- WK 1982, Inzell - 30e plaats
- WK 1984, Deventer - 30e plaats
- WK 1986, Den Haag - 33e plaats
- WK 1987, West Allis - 31e plaats
- WK 1988, Skien - 27e plaats
- WK 1989, Lake Placid - 28e plaats

## Persoonlijke records
| Afstand      | Tijd      | Datum            | Baan      |
| ------------ | --------- | ---------------- | --------- |
| 500 meter    | 50,60     | 21 februari 1980 | Groningen |
| 1000 meter   | 1.40,12   | 12 februari 1989 | Calgary   |
| 1500 meter   | 2.31,03   | 6 maart 1989     | Inzell    |
| 3000 meter   | 5.10,72   | 12 februari 1989 | Calgary   |
| 5000 meter   | 0 9.06,86 | 11 maart 1984    | Inzell    |
| 10.000 meter | 19.19,19  | 16 maart 1980    | Savalen   |